# Gruppo del Cimonega
Il Gruppo del Cimonega è un massiccio montuoso dolomitico appartenente alle Alpi Feltrine. Si trova in provincia di Belluno (Veneto) ed in provincia di Trento (Trentino-Alto Adige) e fa parte del Parco nazionale delle Dolomiti Bellunesi.

## Geografia
Il gruppo è delimitato a nord dal Passo Cereda; ad est dalla Forcella dell'Omo; a sud dal Passo Alvis e ad ovest dalla valle del Cismon. All'interno del massiccio entra la Val Canzoi da sud (precisamente dal Lago della Stua), la Val Noana da ovest (che in alto si divide in Val Nagaoni ed in Val Fonda) ed a nord la Valle del Cismon. Tramite Forcella dell'Omo il gruppo è collegato al complesso Piani Eterni-Agnelezze costituito da un lungo altopiano prativo delimitato ad est della costiera dell'Agnelezze.

## Classificazione
La SOIUSA vede il Gruppo del Cimonega come un gruppo alpino e vi attribuisce la seguente classificazione:
- Grande parte = Alpi Orientali
- Grande settore = Alpi Sud-orientali
- Sezione = Dolomiti
- Sottosezione = Dolomiti di Feltre e delle Pale di San Martino
- Supergruppo = Alpi Feltrine
- Gruppo = Gruppo del Cimonega
- Codice = II/C-31. IV-B.3

## Suddivisione
La SOIUSA suddivide il gruppo in tre sottogruppi:
- Creste delle Pale del Palughet (a)
- Nodo del Piz di Sagron (b)
- Massiccio del Sass da Mur (c)

## Vette
Le montagne principali del gruppo sono:
- Sass de Mura - 2.547 m
- Piz de Sagron - 2.486 m
- Piz de Mez - 2.429 m
- Sasso delle Undici - 2310 m
- Pale del Garfol - 2.044 m
- Cima Palughet - 1.950 m

## Alpinismo
Il massiccio del Cimonega, dalle alte e dirupate pareti, ha visto fino ai giorni nostri fasi alterne di esplorazione ed entusiasmo con altre di oblio ma, a differenza degli altri gruppi del Parco naturale delle Dolomiti Bellunesi, ormai frequentati in prevalenza da escursionisti e solo lungo alcuni percorsi, gode ancora oggi del favore degli alpinisti visti gli accessi relativamente comodi e le posizioni strategiche dei punti d'appoggio. L'Alpinismo è approdato nel gruppo nel XIX secolo quando i pionieri delle Dolomiti hanno scalato tutte le vette tra cui il Sass de Mura (Luigi Cesaletti con Mariano Bernardin e Demeter Diamantidi nel 1881 lungo l'attuale via comune); il Piz di Sagròn (Cesare Tomè, Tommaso Da Col, Mariano  Bernardin nel 1877) e il Piz de Mez (Ludwig Darmstaedter, Johann Niederwieser "Stabeler" e Luigi Bernard nel 1889). 
Dopo il periodo attorno alla Grande Guerra in cui l'attenzione degli alpinisti era rivolta alle pareti dei gruppi dolomitici più importanti come il Catinaccio, il Sassolungo e le Dolomiti di Sesto, il gruppo del Cimonega è tornato all'attenzione degli scalatori grazie ad Ettore Castiglioni che tra il 1925 ed il 1935 esplora sistematicamente le pareti del massiccio tracciando diversi itinerari logici con difficoltà di IV e V. 
Dopo la Seconda Guerra Mondiale, l'apertura di nuovi itinerari lungo le grandi pareti del Cimonega è costante ed esclusivamente opera di alpinisti di Feltre e locali (quali Gabriele Franceschini) e vede il picco negli anni '70 (anche se non una vera e propria corsa come sui Monti del Sole) in cui vengono tracciate alcune famosissime vie quali la "Diretta" alla Parete Piatta del Sass de Mura (De Bortoli, Pierobon, Conz e Frare nel 1973), la via "dei boàt" (Pierobon, Zanandrea, Conz nel 1967) ed altre ad opera di Maurizio Zanolla "Manolo" e Diego della Rosa. Negli anni '90 compaiono nel teatro del Cimonega anche Lorenzo Massarotto, che apre alcuni itinerari di ogni difficoltà sui satelliti del Piz di Sagròn ed un difficilissimo itinerario in arrampicata libera vicino alla diretta alla Parete Piatta, e Pier Verri, che pure spinge al massimo le difficoltà in arrampicata libera (con una via alla Punta della Regina). L'apertura di nuove vie continua ancora oggi.

## Rifugi
Nel gruppo sorgono 3 rifugi, il più importante dei quali è il Rifugio Boz, punto d'appoggio per le ascensioni alle Torri di Neva ed al Sass de Mura, accessibile da Val Noana (2,30 h) o da Val Canzoi (3,30 h). Sul lato nord, nel sottogruppo del Piz di Sagròn sorgono i bivacchi Feltre e W. Bodo (1930 m) al Pian de la Regina, fondamentali basi per le ascensioni in questo settore, anch'essi raggiungibili in 3,30 h - 4,00 da Val Canzoi o da Sagròn nello stesso tempo.

## Accessi
- Sentiero 727: dalla Val Noana al Rifugio Boz tramite la Val Nagaoni.
- Sentiero 801: corrisponde all'alta via n. 2.
- Sentiero 806: accesso ai Bivacchi Feltre-Bodo da Val Canzoi.

## Ascensioni
Di seguito sono elencate alcune delle numerosissime ascensioni del massiccio:
- Sass de Mura: via comune (I e II); via della Croce (Cesaletti e co. 250 m, IV poi II); spigolo nord (Franceschini, 500 m, IV e V); via dei "boat" (Pierobon-Zanandrea-Conz, 450 m, V, VI e A1); parete sud (Meneghel-D'Alberto-Delaito, 500 m, da III a V); diretta sud (Conz, Levis, De Bortoli, 500 m, V e VI-); diretta alla Parete Piatta (De Bortoli-Pierobon-Conz-Frare, 450 m, V+ e A1 o VI+); via 24 Maggio alla Parete Piatta (Dell'Agnola-Marzemin, 450 m, V e VI); via Melone Etrusco alla Parete Piatta (Marzemin-Pozza, 450 m, VI e VII); via Massarotto alla Parete Piatta (350 m, VII+); diretta nord (De Bortoli-Pierobon-Levis-Conz, 250 m, VI, A1) ed altre.
- Piz de Mez: via comune (EE); pilastro destro della parete est (Franceschini, 450 m, III e IV); via Godecke (Goedecke-Rien-Lukasik, 350 m, III e IV); spallone sud-est (Franceschini, 400 m, III e IV).
- Punta del Re: diretta est (Verri-Calabretto, 200 m, fino al VII+).
- Punta della Regina: spigolo sud (Franceschini-Meneghel, 170 m, III e IV); fessura est (Franceschini, 200 m, IV).
- Piz de Sagròn: via comune (I e II); spigolo nord (Gasperi-Andreatta, 600 m, IV e V); via "Ariano Zanin" (Verri-Longo-Calabretto-Dell'Omo, 600 m, IV con tratto di V+, poco a sinistra dello spigolo); via Incompiuta (Zanin-De Zordi-Calabretto-Maoret, 450 m fino allo spigolo nord, IV+); via Paolo (De Zordi-Maoret-Zanin, 600 m, IV e V); via dei Vicentini (Zanotto-Zanetti-Pranovi, 600 m, IV e V).
- Punta Cereda: via normale (II e III); parete nord (Castiglioni-Corti, 600 m, IV+).
- Sasso Largo: via Castiglioni (Castiglioni-Detassis, 500 m, V); via dei "cottimisti" (Conedera-Costantini-Zasso, 500 m, V+); via dei Finanzieri (Danile-Corona-Loss, 700 m, V e VI); via "cinquantesima" (De Zordi-De Paoli, 600 m, IV+) ed altre;
- Sasso delle Undici: via Claudio Carpella (Massarotto e co., 400 m, IV e V); via Xango (Massarotto e co., 400 m, IV e V); via Cristina (De Paoli-Maoret-Bertoldin, 500 m, IV+); via "Tre-Tre" (Costantini-Santomaso.Zasso, 550 m, V e VI-) ed altre.

Molte altre vie sono state tracciate sulle Torri del Piz de Sagròn e sulle Torri del Palughèt.